# Erlenblättrige Zimterle

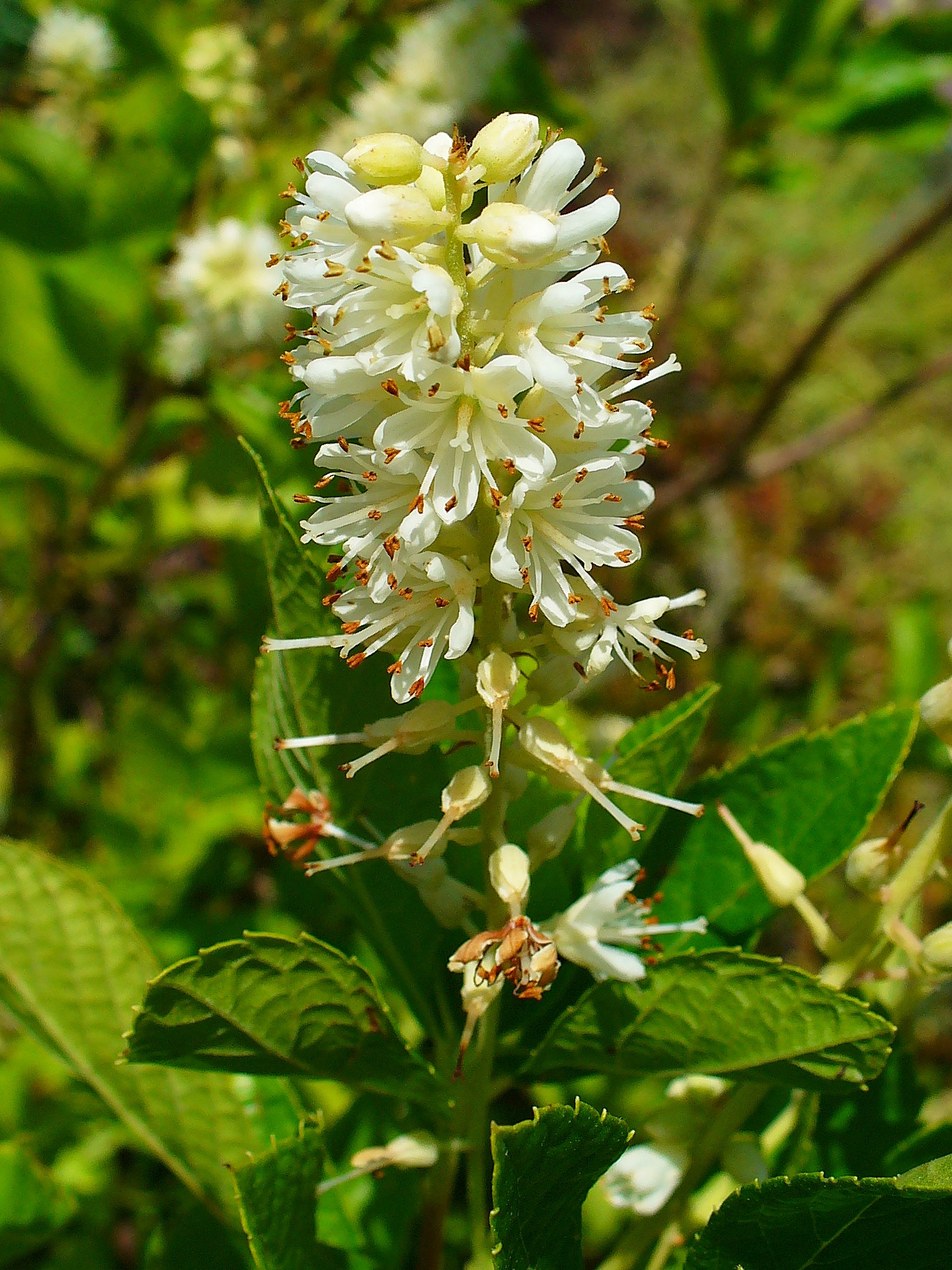
Blütenstand

Die Erlenblättrige Zimterle (Clethra alnifolia) ist eine Pflanzenart aus der Gattung der Zimterlen (Clethra) innerhalb der Familie der Scheinellergewächse (Clethraceae). Sie ist im östlichen Nordamerika vom südlichen Nova Scotia sowie Maine bis ins nördliche Florida und westwärts bis ins östliche Texas verbreitet und wird dort unter anderem Coastal sweetpepperbush genannt.

## Beschreibung

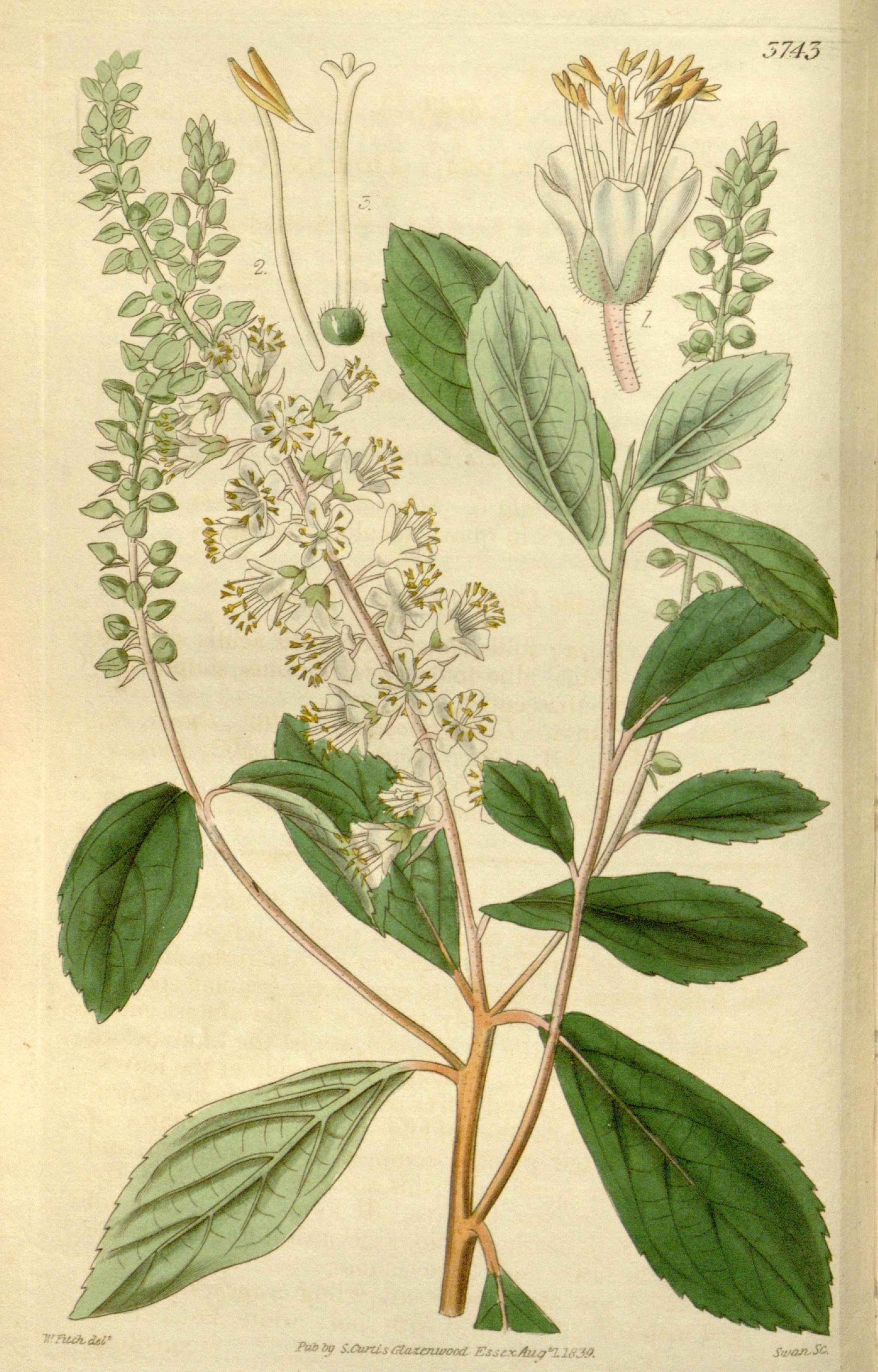
Illustration aus Afbeeldingen der fraaiste, meest uitheemsche boomen en heesters, Tafel 57

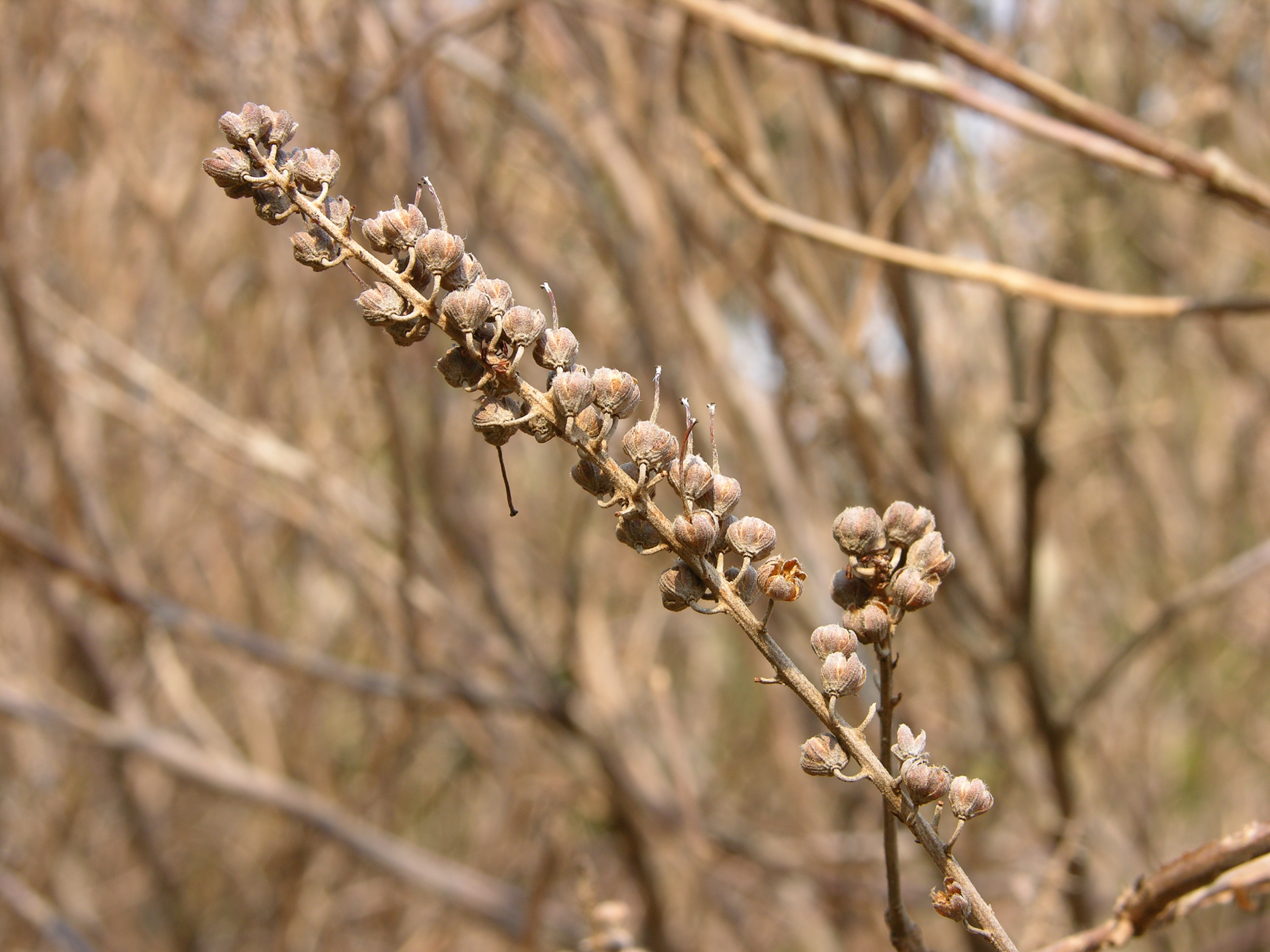
Fruchtstand

### Vegetative Merkmale
Die Erlenblättrige Zimterle ist ein laubabwerfender Strauch, der Wuchshöhen von 1 bis 3 Metern erreicht.
Die wechselständig an den Zweigen angeordneten Laubblätter sind in Blattstiel und -spreite gegliedert. Die einfache, spitze bis stumpfe Blattspreite ist bei einer Länge von 4 bis 10 Zentimetern sowie einer Breite von 2 bis 4 Zentimetern eiförmig bis verkehrt-eiförmig mit im vorderen Teil spitzig gesägtem Rand. Die Laubblätter sind grün und färben sich im Herbst goldgelb. Sie sind oberseits kahl und unterseits mehr oder weniger behaart bis kahl.

### Generative Merkmale
Die Blütezeit liegt – abhängig von der Sorte – im Spätsommer. Die Blüten stehen in vielblütigen, end- oder achselständigen, langen, aufrechten und fein behaarten, traubigen Blütenständen zusammen, die bis zu 15 Zentimeter lang und etwa 2 Zentimeter breit werden. Die kurz gestielten, zwittrigen und fünfzähligen Blüten sind weiß oder sehr blass rosafarben, 5 bis 10 Millimeter im Durchmesser und haben einen süßen, etwas unangenehmen Geruch. Die kurz verwachsenen Kelchblätter sind behaart und bis 3–4 Millimeter lang. Es sind 10 Staubblätter in zwei Kreisen mit pfeilförmigen Antheren vorhanden. Der dreikammerige und behaarte Fruchtknoten ist oberständig mit vorstehendem Griffel und meist dreilappiger Narbe.
Es werden kleine, etwa 4 Millimeter große und oft geschnäbelte, mehrsamige und rundliche, behaarte, dreiklappige Kapselfrüchte  am beständigen Kelch gebildet. Sie stehen noch lange an der Pflanze. Die Samen sind sehr klein und ungleichförmig.

## Ökologie
Die Blüten sind für Hummeln attraktiv.

## Standortbedingungen
Die Erlenblättrige Zimterle wächst in feuchten Wäldern, sogenannten Kiefern-Flatwoods, Feuchtgebieten, Mooren und entlang von Waldbächen. Sie bevorzugt neutrale bis saure Böden. Die Population auf Nova Scotia ist klein und gilt als bedroht.

## Taxonomie
Die Erstveröffentlichung von Clethra alnifolia erfolgte durch Carl von Linné. Das Artepitheton alnifolia stammt vom Gattungsnamen Alnus und dem lateinischen Begriff folia für „Blatt“ und bedeutet „erlenblättrig“. Synonyme für Clethra alnifolia L. sind: Clethra angustifolia Raf. nom. illeg., Clethra bracteata Raf., Clethra dentata Aiton, Clethra incana Pers. nom. illeg., Clethra paniculata Aiton, Clethra pubescens Willd., Clethra pumila Raf., Clethra tomentosa Lam.

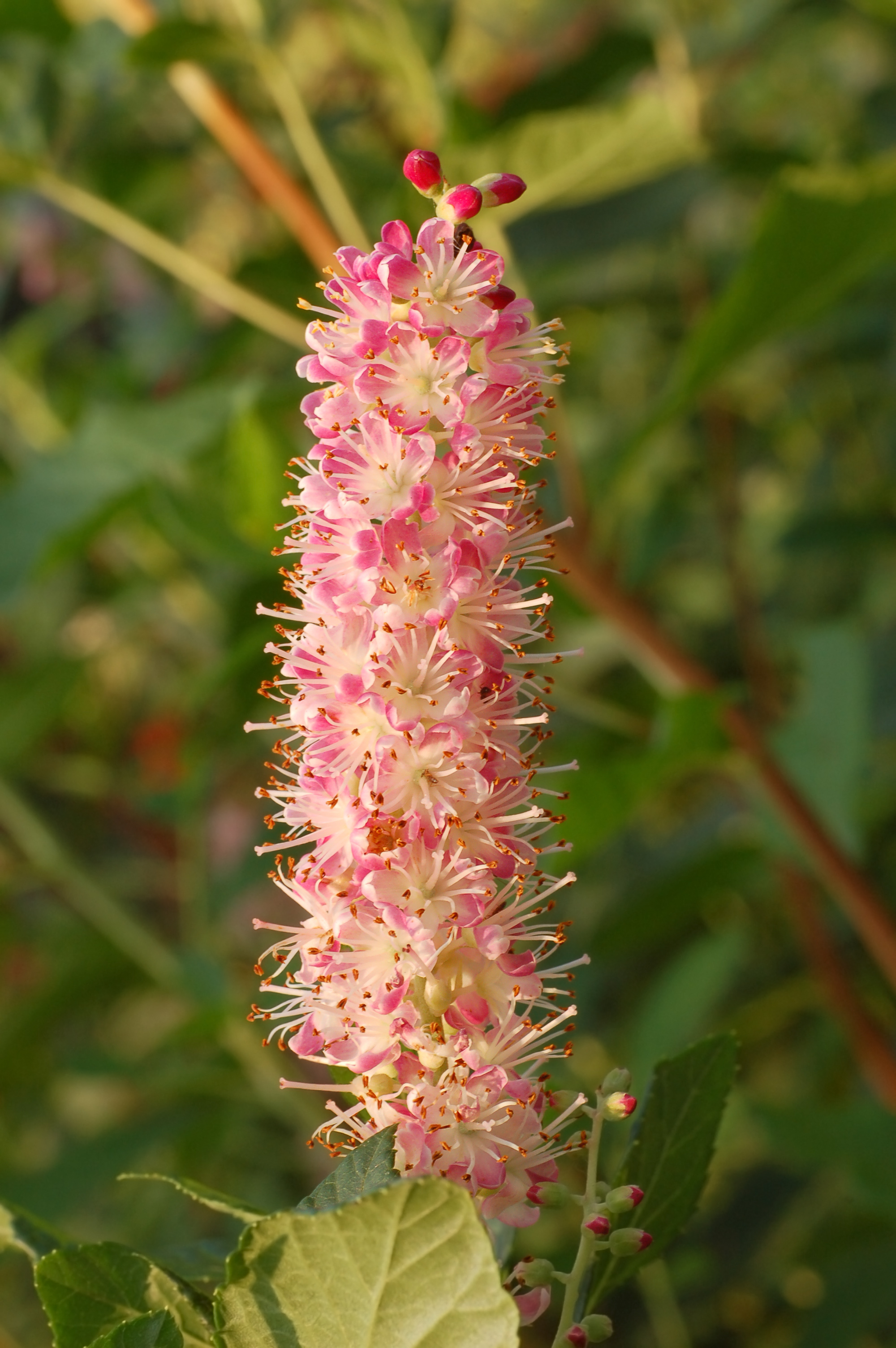
Blütenstand der Sorte ‚Ruby Spice‘

## Nutzung
Die Erlenblättrige Zimterle wird üblicherweise als Strauch in Naturgärten oder entlang von Bächen und Teichen zum Schutz vor Bodenerosion gepflanzt. Sie treibt erst spät im Jahr ihre Laubblätter aus, was ihre Eignung im Landschaftsbau begrenzt. Mehrere Cultivare wurden für Gärten gezüchtet, darunter ‚September Beauty‘. Sowohl ‚Ruby Spice‘ mit dunkel rosafarbenen Blüten als auch der Zwergform ‚Hummingbird‘ wurde 2017 der Award of Garden Merit der Royal Horticultural Society zuerkannt.

## Trivialnamen und Etymologie
Der Bestandteil „pepper“ im englischen Trivialnamen Sweet pepperbush stammt von den reifen Kapselfrüchten, die eine vage Ähnlichkeit mit Pfefferkörnern, jedoch keine Würzkraft aufweisen. Ein weiterer Name ist (Common) White alder, obwohl diese beiden Arten nicht miteinander verwandt sind, oder Summer sweet.